# Chouzy-sur-Cisse
Ne doit pas être confondu avec Choussy.
Chouzy-sur-Cisse est une commune historique du Loir-et-Cher (région Centre-Val de Loire), reléguée au statut de commune déléguée depuis 2017 et la fusion administrative avec Coulanges et Seillac pour créer la commune nouvelle de Valloire-sur-Cisse.

## Géographie

### Localisation
Située en région Centre, Chouzy-sur-Cisse (commune d'environ 2 000 habitants) constitue un site privilégié aux portes de Blois entre Cisse et Loire.
Elle se trouve dans le val de Loire juste à l'endroit où une branche de la Cisse se jette dans la Loire et une autre devient parallèle à la Loire à cause de la forme de la vallée.
Les communes limitrophes sont Blois, Candé-sur-Beuvron, Chailles, Chambon-sur-Cisse (désormais déléguée de Valencisse), Chaumont-sur-Loire, Coulanges (également déléguée de Valloire-sur-Cisse) et Onzain (déléguée de Veuzain-sur-Loire).

### Voies de communication et transports

#### Infrastructures ferroviaires
Privilège rare en Blésois, la commune est directement reliée au réseau ferroviaire grâce à la gare de Chouzy, sur la ligne Paris-Austerlitz-Bordeaux.
Les trains faisant halte en gare ne sont néanmoins assurés qu'en semaine, principalement pour les salariés ou les étudiants. Une desserte TER permet ainsi aux Calcissiens de rejoindre Blois, Mer, Beaugency ou Orléans le matin. Une desserte retour est assurée en fin de journée.
Pour d'autres destinations, les voyageurs doivent se rendre en gare de Blois–Chambord (à Blois) ou en gare d'Onzain–Chaumont-sur-Loire (à Veuzain-sur-Loire).

#### Transports en commun
La commune est desservie par quelques lignes scolaires ou péri-urbaines d'Azalys, le nom commercial du réseau de transports de Blois et d'Agglopolys, exploité par la société Keolis Blois.

## Hydrographie
- La Loire la sépare de Candé-sur-Beuvron.
- La rivière la Cisse[3] la sépare de Coulanges (qui fait aussi partie de Valloire-sur-Cisse).

## Lieux-dits et écarts
- L'Alleu,
- Bel-Air,
- Bellevue,
- La Butte Carthage,
- La Carte,
- Les Chapelles,
- Chéry,
- La Gaillardière,
- La Guiche,
- L'Isle Vert,
- La Justinière,
- Le Moulin Neuf,
- Le Neuf-Bury ou Newbury,
- Les Petites Ganguillonnières,
- La Petite Guiche,
- La Pinsonnière,
- Le Pont Bourbon,
- Le Pont du Diable,
- Le Pressoir Bery,
- La Quenaudière,
- Les Sables,
- La Scierie,
- Le Tertre,
- Le Val,
- Les Vallées,
- Le Vau,
- Le Vau Renard,
- Les Vendangeurs,
- La Villeneuve,
- La Ville Savoir.

## Toponymie
- Chouzy-sous-Blois en 1595[4] et en 1615[5],
- Chousy jusqu'en 1793,
- Chouzy en 1801[6],
- Chouzy-sur-Cisse depuis 1894[7].

Etymologie
Le nom « Cisse »,  du gaulois Sithia, s’est prêté à bien des interprétations : la plus probable viendrait du latin cista (osier), mais il pourrait également s’agir de la rivière « scissia », scindée, séparée en deux car, à Chouzy-sur-Cisse, elle se divise, avec une partie qui se jette dans la Loire et l’autre, qui continue vers Onzain. Ce nom reste un hapax, de sens inconnu.
Les terminaisons en "-y" " dans les noms de lieux français peuvent dériver du suffixe gaulois "-acos" ou du suffixe latin "-acum", indiquant souvent une appartenance ou une localisation. Ces suffixes ont évolué au fil du temps pour donner des terminaisons en "-y", "-ay", "-ey" ou "-é" dans les toponymes français.
Par ailleurs, le préfixe "Chouz-"  pourrait être lié à un nom propre d'origine gallo-romaine ou à une caractéristique géographique locale. Ici, le terme "chaux" en ancien français désignait la chaux ou un endroit calcaire, ce qui pourrait indiquer une particularité géologique de la région. La vallée de la Cisse, est une zone alluviale caractérisée par des sols riches en sédiments déposés par les cours d'eau. Les formations géologiques de cette région sont principalement constituées de dépôts alluviaux, ce qui suggère une présence notable de calcaire . Cette composition géologique influence l'occupation humaine et les activités agricoles de la vallée.

## Histoire

### Moyen Âge
En 832, la vallée de la Cisse (sur l'actuelle commune de Valencisse en plus de Chousy) passe sous la juridiction de l'abbaye de Marmoutier. Chousy est ensuite mentionnée dès l'an 834 comme étant le lieu d'affrontement entre le roi Louis le Pieux et son fils révolté, Lothaire Ier.
Quelques années plus tard, une bataille y aurait eu lieu entre Robert le Fort et des Normands,[source insuffisante].
Il faut cependant attendre le début du XIe siècle pour que les moines y construisent un prieuré, le premier parmi les villages voisins,[source insuffisante]. Au XIe siècle, Chousy et les villages voisins sont néanmoins le théâtre d'une guerre incessante entre les comtes de Blois et ceux d'Anjou.
En 1277, l'abbaye de la Guiche est inaugurée par le comte Jean Ier de Blois-Châtillon,[source insuffisante]. Celle-ci ne s'adresse qu'aux femmes issues de la noblesse.
Entre 1356 et 1365, le village est occupé par les Anglais, dans un contexte de guerre de Cent Ans et à l'image des forts voisins de Bury et d'Onzain[source insuffisante].
Dans la fin XVe siècle, le château de l'Isle Vert est construit sur le haut coteau est du territoire du village, en lisière de la forêt de Blois. En 1670 la famille vend le château à Didier-François II Mesnard, seigneur de Clesles, de La Buscanderie et de La Poterie, président au présidial de Blois[source insuffisante]. C'est alors la maison de Mesnard de Chousy qui régit le territoire et habite le château dont l'armoirie se blasonne ainsi : "d'or à trois macles de sable". La maison de Chousy a eu plusieurs branches cadettes : Mesnard de Conichard, Mesnard de La Ronchère,[source insuffisante].
Chouzy-sur-Cisse recèle d'autres monuments témoins de son histoire : église Saint-Martin, manoir de Laleu, le chateau des Bordes, chateau de la Justinière, la magnifique abbaye de la guiche nécropole de la maison de Blois abritant plusieurs sepultures des comtes de Blois.

### Révolution et Empires

#### Événements majeurs
La Révolution et la volonté de priver le clergé de ses biens mènent au démantèlement de l'abbaye de la Guiche en 1791.

#### DébutsXIXesiècle
En 1846, la gare de Chouzy est ouverte sur la ligne de Paris-Austerlitz à Bordeaux-Saint-Jean, avec un premier train entre Orléans et Tours assuré le 26 mars par la Compagnie du chemin de fer d'Orléans à Bordeaux. Ce premier trajet avait été inauguré par les princes Louis et Antoine d'Orléans, fils du roi Louis-Philippe.

### Époque récente

#### DebutsXXesiècle
Le 6 novembre 1904, deux trains de la Compagnie du chemin de fer de Paris à Orléans déraillent entre les gares d'Onzain et de Chouzy, laissant 4 victimes.

#### Seconde Guerre mondiale
Entre le 29 janvier et le 8 février 1939, plus de 3 100 réfugiés espagnols fuyant l'effondrement de la république espagnole devant Franco, arrivent dans le Loir-et-Cher. Devant l'insuffisance des structures d'accueil (les haras de Selles-sur-Cher sont notamment utilisés), 47 villages sont mis à contribution, dont Chouzy-sur-Cisse. Les réfugiés, essentiellement des femmes et des enfants, sont soumis à une quarantaine stricte, vaccinés, le courrier est limité, le ravitaillement, s'il est peu varié et cuisiné à la française, est cependant assuré. Au printemps et à l'été, les réfugiés sont regroupés à Bois-Brûlé (commune de Boisseau).

#### Depuis 2017
En 2017, Chouzy-sur-Cisse a fusionné avec Coulanges et Seillac pour former la commune nouvelle de Valloire-sur-Cisse.

## Politique et administration

### Liste des maires
| Période                                  | Période   | Identité             | Étiquette | Qualité                                      |
| ---------------------------------------- | --------- | -------------------- | --------- | -------------------------------------------- |
| Les données manquantes sont à compléter. |           |                      |           |                                              |
| 2001                                     | mars 2014 | Jean-Philippe Minois | DVD       |                                              |
| mars 2014                                | déc. 2016 | Catherine Lhéritier  | LC        | Ancienne cadre et conseillère départementale |

Depuis 2017 et la création de Valloire-sur-Cisse, le maire à Chouzy-sur-Cisse est maire délégué et adjoint au maire de la commune nouvelle.
| Période                                  | Période  | Identité            | Étiquette | Qualité                                                              |
| ---------------------------------------- | -------- | ------------------- | --------- | -------------------------------------------------------------------- |
| Les données manquantes sont à compléter. |          |                     |           |                                                                      |
| janvier 2017                             | mai 2020 | Catherine Lhéritier | LC        | Conseillère départementale, élue maire de Valloire-sur-Cisse en 2020 |
| mai 2020                                 | mai 2026 | Martine Courvoisier | LC        | Orthophoniste retraitée                                              |

## Population et société

### Démographie
L'évolution du nombre d'habitants est connue à travers les recensements de la population effectués dans la commune depuis 1793. À partir du 1er janvier 2009, les populations légales des communes sont publiées annuellement dans le cadre d'un recensement qui repose désormais sur une collecte d'information annuelle, concernant successivement tous les territoires communaux au cours d'une période de cinq ans. 
Pour les communes de moins de 10 000 habitants, une enquête de recensement portant sur toute la population est réalisée tous les cinq ans, les populations légales des années intermédiaires étant quant à elles estimées par interpolation ou extrapolation. Pour la commune, le premier recensement exhaustif entrant dans le cadre du nouveau dispositif a été réalisé en 2004,.
En 2014, la commune comptait 2 013 habitants, en évolution de +8,23 % par rapport à 2009 (Loir-et-Cher : +1,74 %, France hors Mayotte : +2,49 %).
| 1793 | 1800  | 1806  | 1821  | 1831  | 1836  | 1841  | 1846  | 1851  |
| ---- | ----- | ----- | ----- | ----- | ----- | ----- | ----- | ----- |
| 973  | 1 020 | 1 013 | 1 092 | 1 239 | 1 317 | 1 390 | 1 470 | 1 469 |

| 1856  | 1861  | 1866  | 1872  | 1876  | 1881  | 1886  | 1891  | 1896  |
| ----- | ----- | ----- | ----- | ----- | ----- | ----- | ----- | ----- |
| 1 392 | 1 442 | 1 465 | 1 428 | 1 404 | 1 454 | 1 455 | 1 469 | 1 425 |

| 1901  | 1906  | 1911  | 1921  | 1926  | 1931  | 1936 | 1946  | 1954  |
| ----- | ----- | ----- | ----- | ----- | ----- | ---- | ----- | ----- |
| 1 405 | 1 402 | 1 296 | 1 105 | 1 131 | 1 034 | 974  | 1 023 | 1 014 |

| 1962  | 1968  | 1975  | 1982  | 1990  | 1999  | 2004  | 2009  | 2014  |
| ----- | ----- | ----- | ----- | ----- | ----- | ----- | ----- | ----- |
| 1 129 | 1 159 | 1 261 | 1 476 | 1 619 | 1 866 | 1 806 | 1 860 | 2 013 |

### Pyramide des âges
La population de la commune est relativement âgée. Le taux de personnes d'un âge supérieur à 60 ans (24,7 %) est en effet supérieur au taux national (21,6 %) tout en étant toutefois inférieur au taux départemental (26,3 %).
À l'instar des répartitions nationale et départementale, la population féminine de la commune est supérieure à la population masculine. Le taux (51,2 %) est du même ordre de grandeur que le taux national (51,6 %).
La répartition de la population de la commune par tranches d'âge est, en 2007, la suivante :
- 48,8 % d'hommes (0 à 14 ans = 18 %, 15 à 29 ans = 14,9 %, 30 à 44 ans = 19,5 %, 45 à 59 ans = 23,9 %, plus de 60 ans = 23,7 %) ;
- 51,2 % de femmes (0 à 14 ans = 16,1 %, 15 à 29 ans = 14,4 %, 30 à 44 ans = 19,7 %, 45 à 59 ans = 24,2 %, plus de 60 ans = 25,5 %).

| Hommes | Classe d’âge | Femmes |
| ------ | ------------ | ------ |
| 0,4    | 90 ans ou +  | 0,8    |
| 8,0    | 75 à 89 ans  | 9,3    |
| 15,3   | 60 à 74 ans  | 15,4   |
| 23,9   | 45 à 59 ans  | 24,2   |
| 19,5   | 30 à 44 ans  | 19,7   |
| 14,9   | 15 à 29 ans  | 14,4   |
| 18,0   | 0 à 14 ans   | 16,1   |

| Hommes | Classe d’âge | Femmes |
| ------ | ------------ | ------ |
| 0,6    | 90 ans ou +  | 1,6    |
| 8,3    | 75 à 89 ans  | 11,5   |
| 14,8   | 60 à 74 ans  | 15,7   |
| 21,4   | 45 à 59 ans  | 20,6   |
| 20,3   | 30 à 44 ans  | 19,2   |
| 16,2   | 15 à 29 ans  | 14,7   |
| 18,5   | 0 à 14 ans   | 16,7   |

## Économie
Avec environ 2 000 habitants, Chouzy reste un petit village calme où persistent des commerces essentiels.
Son emplacement (proche de Blois et sur la rive droite de la Loire), son charme traditionnel ainsi que ses passages au-dessus de la Cisse sont autant d'atouts que les touristes pourront trouver. Facile d'accès en train grâce à la gare ferroviaire (la seule de la commune de Valloire-sur-Cisse), la municipalité encourage le tourisme vert, en particulier les randonneurs et les cyclistes. Chouzy est en effet située sur le parcours nord de La Loire à vélo.

## Culture locale et patrimoine

### Lieux et monuments
- Restes de l'ancienne abbaye de la Guiche,  Inscrit MH (1926, Abbaye de la Guiche (restes de l'ancienne) y compris les tombeaux du 14e siècle)[26].
- Manoir de Laleu,  Inscrit MH (1937, chapelle)[27].
- L'église Saint-Martin[28] : il existait une église au 11e siècle, elle fut reconstruite au 16e siècle, puis à nouveau reconstruite au 19e siècle avec des réemplois.

### Héraldique
|  | Les armoiries de Chouzy-sur-Cisse se blasonnent ainsi : D'azur à un pairle rétréci d'argent, les branches vers le chef amincies en filet, ledit pairle adextré d'une roue de moulin et senestré d'un arbre arraché, le tout d'or, à une crosse du même brochant. Création J.P. Fernon, adoptée par délibération du 30 janvier 2015. |